# Mont Sacré de Graglia
Le Mont Sacré de Graglia contient le sanctuaire de Notre Dame de Lorette, un des quatre sanctuaires majeurs du Biellais. Construit à 690 m d'altitude dans la Valle Elvo, le sanctuaire se trouve à proximité de l'usine de l'eau minérale Lauretana.
Le complexe est une étape de plusieurs chemins devotionnels, comme CoEur - Au cœur des chemins d'Europe et le Chemin de Saint-Charles.

## L'histoire

### 1615: le projet de don Velotti
L'histoire du Mont Sacré est connectée avec les sentiment religieux du début du XVIIe siècle, lorsque l'idée d'une « Nouvelle Jérusalem »  construite loin de la Terre sainte était à l'ordre du jour grâce au Mont Sacré de Varallo.
Don Andrea Velotti, le recteur de Graglia, lorsqu'il revient de la Terre sainte en 1605, pense construire un Mont Sacré, composé de 100 chapelles narrant plusieurs épisodes de la Bible.
La construction commence en 1616 et dure huit ans. Pendant cette période seulement 10 chapelles sont construites et le projet s'arrête à la mort de don Velotti en 1624.

### 1654: le projet de Pietro Arduzzi
Les années suivantes, grâce aux plusieurs grâces attribuées à de Notre Dame de Lorette, un nouveau projet prend source : la construction d'un majestueux sanctuaire consacré à la Madone Lauretana, avec un hôtel pour les pèlerins. Charles-Emmanuel II de Savoie intéressé par le projet finance la construction et envoie l'ingénier militaire Pietro Arduzzi. Le projet est interrompu  par des guerres, famines et épidémie et finalement en 1684 les quatre chapelles annexes au sanctuaire (Nativité de Jésus, Visitation des Magi, Présentation de Jésus au Temple, Circoncision de Jésus) sont achevées.
Dans la cour sont construits deux cadrans solaires et au milieu une fontaine (le burnell, typique de tous le sanctuaires du Biellais).

### 1760: conclusion de Vittone
Entre 1760 et 1769 l'architecte Bernardo Antonio Vittone termine le sanctuaire dont le plan est à croix grecque. La façade en brique est rustique et sévère, la décoration de l'intérieur est de style baroque .
La chapelle dédiée à la Vierge a les mêmes caractéristiques que celle de Lorette. La statue de Vierge noire est placée dans la chapelle, confirmant l'importance de la dévotion à la Vierge noire dans le Biellais, ajoutant le Sanctuaire de Graglia à celui d'Oropa.
La coupole est une structure majestueuse de 38 m de hauteur, peinte à fresque en 1780, avec des motifs en trompe-l'œil.

### 1788 et 1829: le repositionnement de la Sainte Maison de Lorette
En 1788 l'intérieur de l'église est modifié et l'imitation de la Sainte Maison de Lorette, qui était au milieu de l'édifice, est déplacée près du presbytère. En 1828 elle est finalement placée dans l'ancienne chapelle du Massacre des Innocents.

### Aujourd'hui
Le sanctuaire est destiné aux pèlerinages ; les dix chapelles du Mont Sacré sont en ruine. L'église de Saint-Charles, conserve la statue de Saint Charles Borromée qui prie devant le corps de Jésus.
Les quatre chapelles dédiées à l'enfance de Jésus sont annexées à l'église.

### L'écho d'onze syllabes
Le long du sentier qui relie le sanctuaire avec le col Saint-Charles, il y a un lieu où l'on peut écouter l'écho, dont la pureté permet la répétition de onze syllabes.

## Galerie d'images

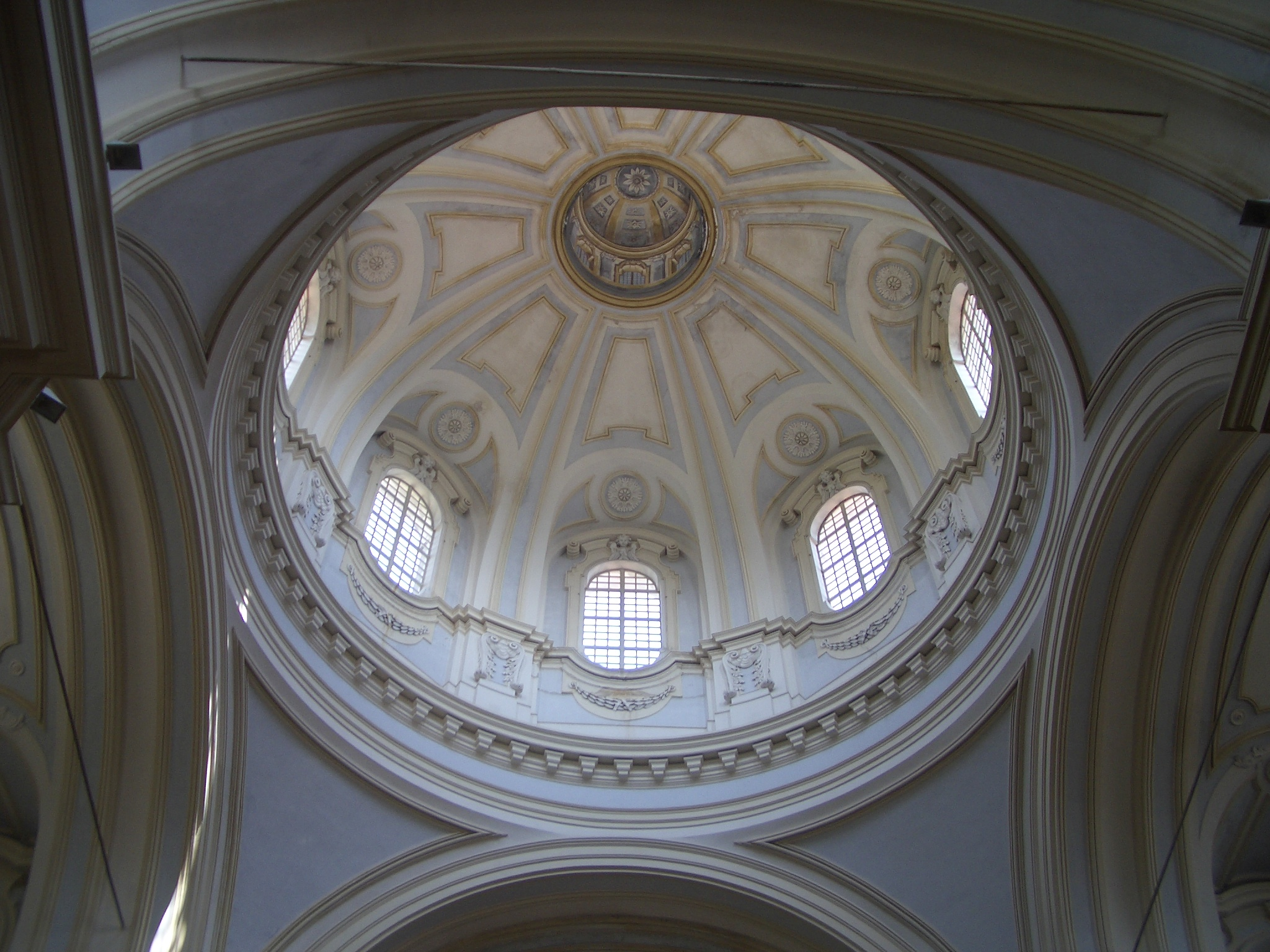
Sanctuaire de Graglia, la coupole
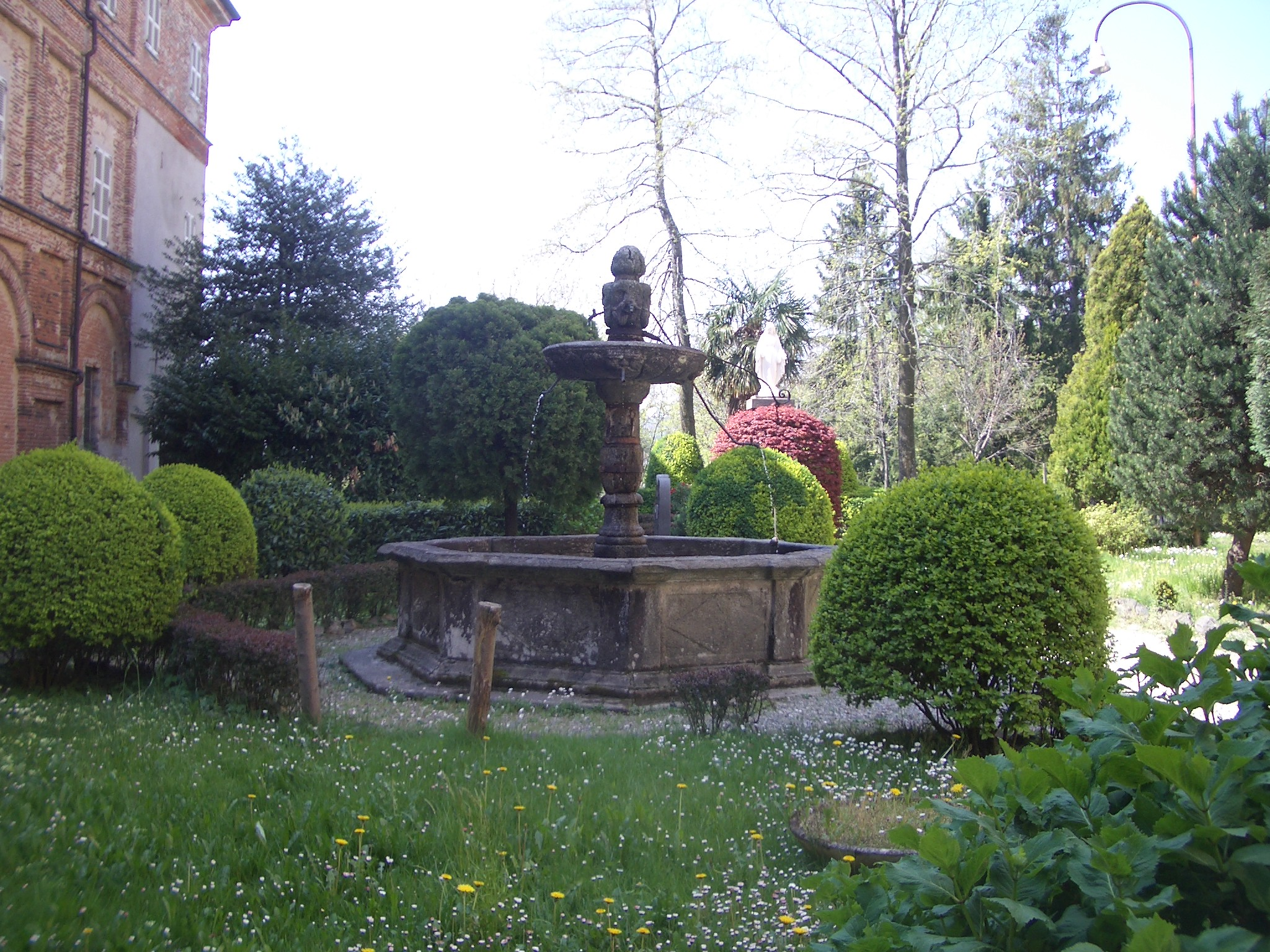
Sanctuaire de Graglia, la fontaine
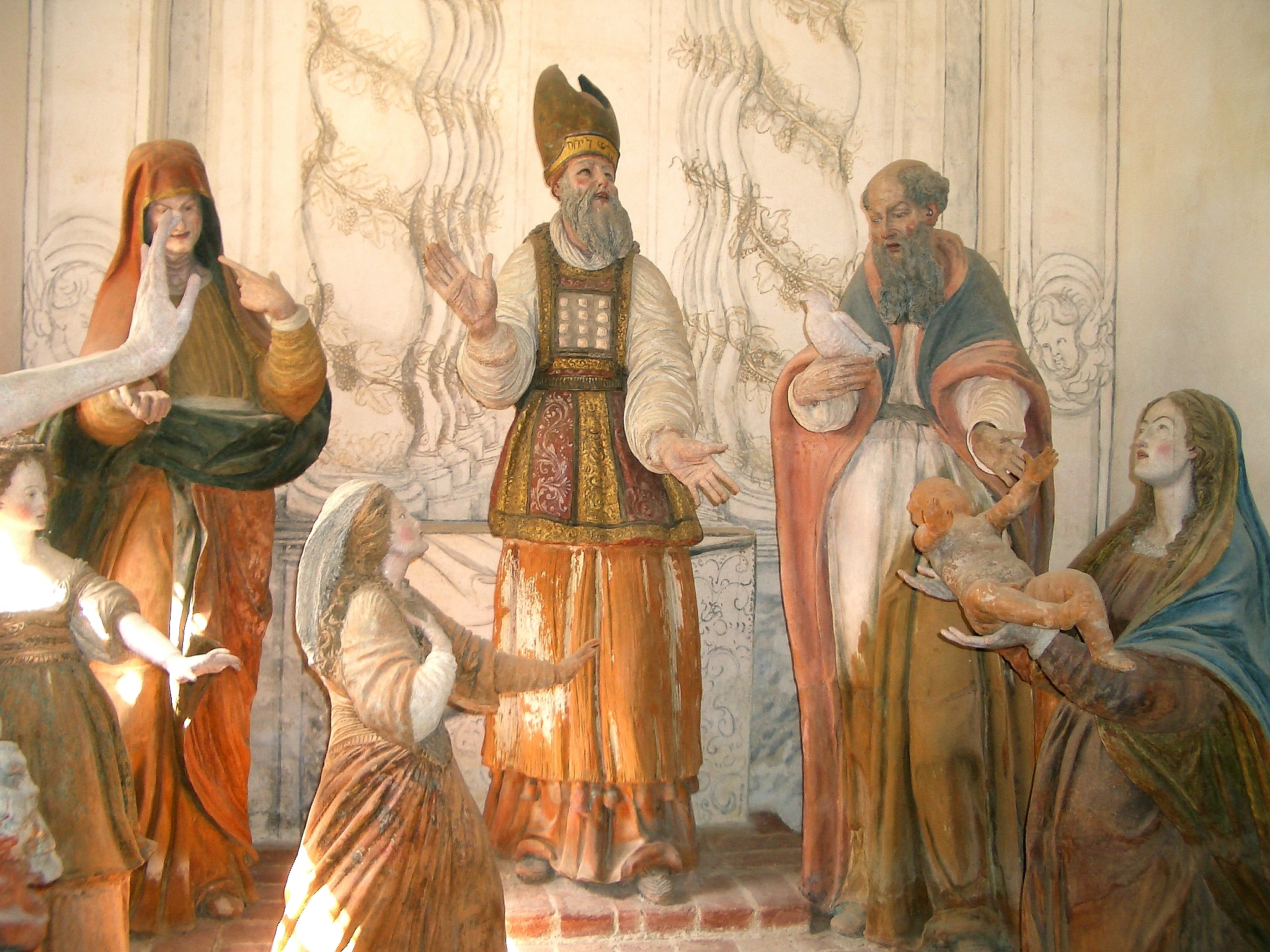
Sanctuaire de Graglia, Chapelle de la Présentation au Temple
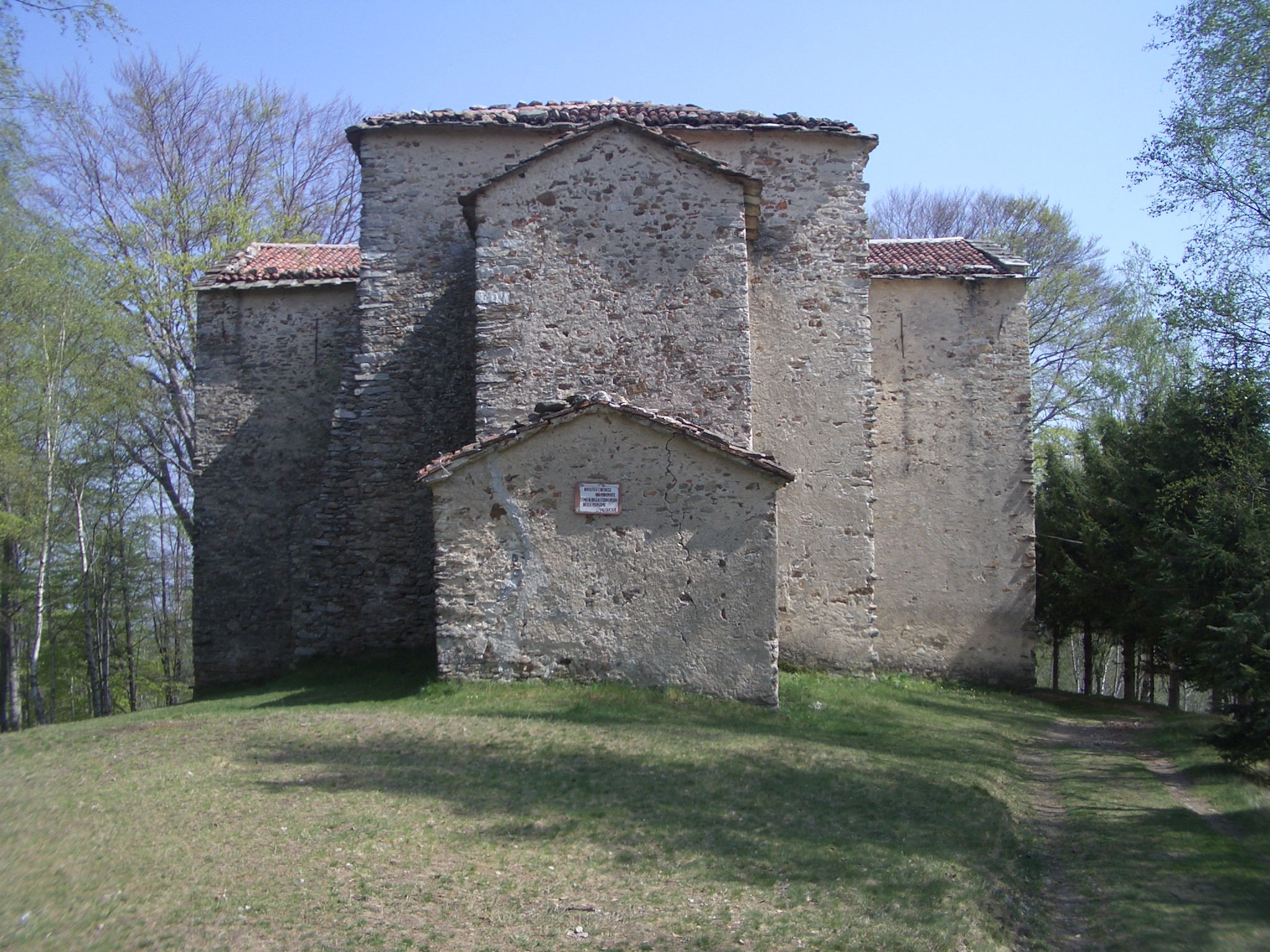
église Saint-Charles de Graglia